# العمل المباشر
العمل المباشر وتعرف بالفرنسية باسم (Action directe) وهي مجموعة سرية من أقصى اليسار الفرنسي وهي ذات توجه لاسلطوي

## تاريخها
تكونت هذه المجموعة بانصهار مجموعتين من أقصى اليسار عام 1977 في مجموعة تسمى المنسقية السياسية العسكرية الداخلية للحركة المستقلة (coordination politico-militaire interne au mouvement autonome) وفي عام 1979 تحولت إلى منظمة مقاتلة وأصبحت تتبنى باسم العمل المباشر العديد من الأعمال العنيفة والمسلحة. وقد تبنت فيما بين 1979 و1987 حوالي خمسين عملية عنف من تفجيرات واغتيالات. وأحيل أعضاؤها على محاكم خاصة.
وعند انتخاب فرنسوا ميتيران رئيسا لفرنسا عام 1981، حصل عدد من المحاكمين من أعضائها على العفو، فتخلى أغلب أعضائها عن العنف، ولم يعد لها وجود إلا في باريس وليون، وفي حين انضم فرع باريس إلى جماعة الجيش الأحمر توجه فرع ليون إلى السطو على البنوك وعلى الأهداف الإسرائيلية.

## أهدافها
من الأهداف التي حددتها مجموعة العمل المباشر لنفسها:
- النضال ضد الامبريالية الرأسمالية، وضد رموز الدولة وضد الأعراف.
- النضال من أجل البروليتاريا.